# Deutscher Kurzwellensender Atlantik
Der Deutsche Kurzwellensender Atlantik (auch Atlantiksender genannt) war ein im Zweiten Weltkrieg existierender Geheimsender des britischen Kriegsministeriums in deutscher Sprache. Er wurde vom 5. Februar 1943 bis Mai 1945 betrieben. Er strahlte sein Programm zunächst über die Kurzwellensender in Bletchley, Bedfordshire, im 30-, 31- und 48-Meter-Band aus. Nach der Zusammenschaltung mit dem Soldatensender Calais stand auch die Mittelwelle 360 m zur Verfügung. Die Ausstrahlung erfolgte mit großer Feldstärke (100 kW) über Richtantennen. Der Sender war der erste großflächige Versuch, die Kampfmoral der deutschen Bevölkerung, vor allem der Marinesoldaten durch ein weiträumig sendendes Rundfunkprogramm zu untergraben. Seine wichtigste Zielgruppe waren die Besatzungen der deutschen U-Boote, die im Nordatlantik britische und amerikanische Geleitzüge angriffen.
Der Sender wurde, wie auch der Soldatensender Calais, von Sefton Delmer geleitet. Beide Programme wurden von der Sendeanlage Aspedistra in der Nähe vom Crowborough (South East England) abgestrahlt.

## Geschichte
Hintergrund der Entstehung des Senders war die Sorge des englischen Premierministers Winston Churchill vor einer Blockade Englands durch deutsche U-Boote. Die Political Warfare Executive beauftragte daraufhin den Journalisten Sefton Delmer, der mit dem Betrieb des Tarnsenders Gustav Siegfried 1 und weiterer britischer Rundfunksender bereits über Erfahrungen in „Schwarzer Propaganda“ verfügte, einen weiteren Tarnsender in Funktion zu bringen, dessen Name sich an den von den Nationalsozialisten betriebenen deutschen Auslandspropagandasender anlehnen sollte: Deutscher Kurzwellensender Atlantik. Im Jahre 1943 gründete Delmer außerdem den Soldatensender Calais, nachdem Gustav Siegfried Eins seine Existenz beendet hatte. Die für damalige Standards gut ausgestatteten Studios befanden sich im mittelenglischen Milton Bryan in der Grafschaft Bedfordshire. Der Redaktion gehörten neben Frank Lynder als Leiter u. a. Ernst Adam, Rudolf Bernauer, Agnes Bernelle, Max Braun, Philipp Rosenthal und Peter Seckelmann an.
Die über die Kurzwellen im 30-, 38- und 49-Meter-Band ausgestrahlten Sendungen begannen mit der Kennung:
„Deutscher Kurzwellensender Atlantik. In allen unseren Sendungen bringen wir Meldungen von der Front, Nachrichten aus der Heimat und aus aller Welt und zwischendurch immer neueste Tanzmusik. Wir fangen an.“
Der Sender nutzte erstmals die Technik des „Wellenreitens“, um fremde Programme über die eigenen Frequenzen wiederzugeben. So übernahm er Sendungen des Reichsrundfunks und weckte damit den Anschein noch größerer Echtheit. Die Stationsmeldung zwischen fünf und acht Uhr morgens konnte deshalb lauten:
„Deutscher Kurzwellensender Atlantik, angeschlossen der Soldatensender Mittelmeer.“
Das Programm lief täglich von 17.30 Uhr (bzw. 18.30 Uhr) bis 8 Uhr früh. Mit seinen Unterhaltungs- und Kameradschaftssendungen stellte er eine nahezu perfekte Imitation eines deutschen Soldatensenders dar. Zum Beispiel schaltete sich der Sender häufig in Programme reichsdeutscher Stationen und ergänzte das eigene Programm mit illegalen Übernahmen. Wichtigste Informationsquelle des Tarnsenders, der eine Mischung aus wahren und erfundenen Meldungen, unterfüttert mit schmissiger Musik in hörerorientierter Umgangssprache sendete, war die Deutsche Wehrmacht selber: Systematisch wurden Unterhaltungen deutscher Kriegsgefangener in britischen Camps abgehört und ausgewertet, ebenso wurden Briefe deutscher Gefangener in die Heimat mitgelesen. Daraus wurden Meldungen gezimmert, die private Umstände von namentlich genannten Akteuren der Kriegsmarine öffentlich machten, die nirgends sonst zu hören waren. Außerdem hatte Delmers Team, das aus deutschen Emigranten bestand, die Verfügung über einen Hellschreiber, den das von Goebbels gesteuerte Deutsche Nachrichtenbüro (DNB) nutzte, um die regionalen Rundfunk- und Pressestellen im Deutschen Reich mit Meldungen zu versorgen. Dieser Hellschreiber war vom Korrespondenten des DNB in London bei dessen übereilter Abreise ins Reich bei Kriegsausbruch zurückgelassen worden, ohne funktionsunfähig gemacht zu werden. So konnten zum Beispiel Reden von NS-Größen ausschnittsweise im Originalton geschickt ins Programm eingestreut werden, was den Anschein der Authentizität des Senders erhöhte.
Die New York Times beschrieb unmittelbar nach Kriegsende die Funktion des Atlantiksenders als täuschend echt. Er verbreitete Propaganda nur sehr dosiert und klang ansonsten vollständig wie eine nationalsozialistische Radiostation.
„Flüchtlinge aus Deutschland […] sprachen alle möglichen städtischen und ländlichen Dialekte fließend und waren Meister der Umgangssprache. Der Partnersender auf Mittelwelle hieß Soldatensender Calais. Es gab noch mindestens zwei solcher Stationen, aber Atlantik wurde der berühmteste. Atlantik berichtete Zivilisten und Soldaten über militärische Rückschläge und Probleme in der Nazi-Hierarchie.“
Der Erfolg des Senders ist ungewiss. Ein Aufruf vom 29. April 1945, also unmittelbar vor der Kapitulation, an die deutschen U-Boote, Schluss zu machen und sich zu ergeben, blieb erfolglos.